# مانهوا

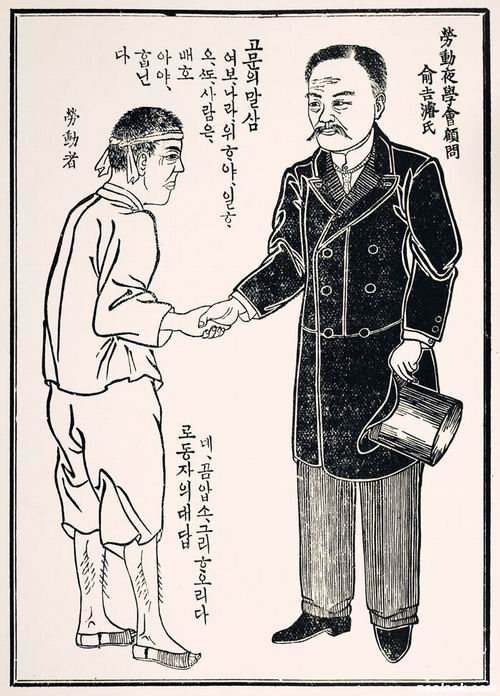
أول مانهوا نشرت في عام 1908

مانهوا هو نوع كوري من الويب كوميكس (web comics) أو الويب تون (web toon) هي الويب كارتون (web cartoon) التي ترسم على شكل رسوم متحركة(comics) ويتم نشرها على المواقع الإلكترونية. وعادة ما يكون الويب تون مصنوع من قبل الهواه، وتكون ملونة وتصدر على شكل فصول على شبكة الإنترنت في مواعيد محددة. يتم صنعها من خلال برامج تعديل الصور البسيط أو «أنيميشن صوفت وير animation software» مثل: «ويندوز موفي مايكر windows movie maker». وقد انتشرت العديد من الويب تون وأشتهرت حتى تم انتقاء بعضها في مجال صناعة الكرتون، مثل: «صناعة الأصدقاء making friends» التي زادت شهرته حتي أصبح كرتون فعلي على نيكلوديون (nickelodeon)، وأمثلة آخرى تتضمن «أصدقاء الشجرة السعيدة happy tree friends»، «بوكا وعداء الهومستار pucca and homstar runner». وتوجد معظم الويب تون المشهورة على المواقع الكورية، مثل: naver.com, daum.net.

## الويب تون الكوري

### تطور الأجيال
بالرجوع إلي "한창완, 이승진 저 ‘디지털 플랫폼에 따른 맞춤만화 모델링 연구" هانتشانج وان، لي سينج جين بحث طرق عرض الرسوم الهزلية نسبة إلي البرامج الرقمية digital، تطورت مراحل الرسوم الهزلية الأون لاين online manhwa، وتم تقسيمها لكي تعبر عن تطورها حتي الوقت الحالي.
كما أن حركة تطور الويب تون والمانهوا (الرسوم الهزلية) قد تأثرت عبر العصور بالعوامل التارخية والاجتماعية للمجتمع الكوري. أدت بدورها ايضاً إلي نشأة أنواع مختلفة من الويب تون مثل: تاريخي، عائلي، حياة، رومانسي، رياضي، فنون قتالية، خيال علمي وغيرهم.

### طريقة العرض
تُعرض وتقرأ الويب تون تماماً مثل عرض الكتب الهزلية الأنجليزية، أفقياً من اليسار إلي اليمين، وذلك لأن الهانجول hangul(اللغة الكورية) تٌكتب وتٌقرأ بهذا الشكل، أفقياً. بالرغم من امكانية كتابتها أيضاً رأسياً من اليمين إلي اليسار، من أعلي إلي أسفل.

## صناعة الانيميشن والمسلسلات
إن صناعة الانيميشن والكارتون المبني علي أساس الويب تون والمانهوا نادراً نسبياً، بالرغم من وجود نماذج ناجحة في أواخر الثمانيات 
1980 وأوائل التسعينيات بعناوين مثل «دولي الديناصور dolly, the dinosaur» وغيرها. ولكن تبني الويب تون لصناعة المسلسلات والأفلام بدأ ظهوره في فترات قريبة، مثل: «فول هاوس Full House» عام 2004، و«القصر Goong» عام 2006، وكلاهما قد حصل علي لقب أفضل دراما في الأعوام المذكورة.
كما أنه في عام 2007، «كاتسبي العظيم The great Catspy-الويب تون التي مُنحت جائزة-» تحولت إلي دراما بعدما تم عرضها كعمل غنائي علي المسارح في عام 2006.
في عام 2006، أنتج سام باك زا sambakza «ها هي!! There she is!!» وهي عن قصة أرنب وقطة.
«الراهب The priest»، هي مانهوا تمت ترجمتها إلي الإنجليزية، وحولتها «سكرين جيمز Screen Gems» إلي فيلم رعب أمريكي بنفس الأسم وعُرض عام 2001، أنتج الفبلم مايكل دي لوكا Michael DeLuca، وأخرجه سكوت ستيوارد Scott Stewart، وقام بأداء الدور الفنان بول بيتاني Paul Bettany.
«حرب الأموال War of money» هي مانهوا اخري تم تحويلها غلي عمل درامي وحازت علي شهرة واسعة في كوريا الجنوبية بسبب ممثليها والأغاني الصوتية بها.
وفي عام 2013, تم صنع الفيلم الكوري المقتبس من الويب تون «بسرية، بعظامة Secreatly Greatly» وهو يناقش قضية الكوريتين الجنوبية والشمالية ممزوج بالكوميديا وتلقي شهرة كبيرة.

## معلومات ودراسات
- المجتمع الكوري لدراسة المانهوا والأنيمايشن Korean Society of Cartoon & Animation Studies
- مركز سيئول للرسوم المتحركة Seoul Animation Center
- مركز بوتشون لمعلومات الكرتون Puchon Cartoon Information Center نسخة محفوظة 6 نوفمبر 2005 على موقع واي باك مشين.
- معرض مانهوا المجتمع الكوري The Korea Society Manhwa Exhibit

## كُتاب الويب تون
أسماء بعض المؤلفين الكوريين وأعمالهم.
| المؤلف                              | العمل                                     | السنة التي صدر فيها |
| ----------------------------------- | ----------------------------------------- | ------------------- |
| يون تاي هو 윤태호                   | يا الهي! 이끼                             | 1999                |
| يانج يونج سون 양영순                | 1001                                      | 2001                |
| كانج بول 강풀                       | أحبها 그대를 사랑합니다، اغبي 바보        | 2003                |
| هو يونج مان 허영만                  | موسي الذي لم ينزل 말에서 내리지 않는 무사 | 2004                |
| كراميل 캐러멜                       | شاتل مان 셔틀맨                           | 2005                |
| جو سوك 조석                         | صوت القلب 마음의 소리                     | 2006                |
| إم إنس 임인스                       | لنتصارع ايها الشبح 싸우자귀신아           | 2007                |
| شين إي تشول 신의철                  | ويب تون الغد 내일은 웹툰                  | 2008                |
| سون جي هو-لي كولنج سو 손제호-이광수 | نوبليس 노블레스 노블레스، القدرة 어빌리티 | 2007                |
| سون كي 순끼                         | جبنة في المصيدة치즈인더트랩               | 2010                |
| SIU                                 | شن إي توب 신의 탑                         | 2010                |
| جو هو مين 주호민                    | مع الاله 신과 함께                        | 2010                |